# کوجو کانه‌هارو
کوجو کانه‌هارو (انگلیسی: Kujō Kaneharu; ۱۷ مارس ۱۶۴۱ – ۶ دسامبر ۱۶۷۷) پسر تاکاتسوکاسا نوریهیرا بود که توسط کوجو میچی فوسا به فرزندخواندگی پذیرفته شده بود. او اهل شوگون‌سالاری توکوگاوا بود.